# Litouws-Wit-Russische Socialistische Sovjetrepubliek
De Litouws-Wit-Russische Socialistische Sovjetrepubliek of  LBSSR (Litouws: Lietuvos–Baltarusijos Tarybinė Socialistinė Respublika, Wit-Russisch: Літоўска–Беларуская Савецкая Сацыялістычная Рэспубліка, Russisch: Литовско–Белорусская ССР, Pools Litewsko–Białoruska Republika Rad) was een radenrepubliek die in 1919 ontstond door samenvoeging van de Litouwse Socialistische Sovjetrepubliek en de Wit-Russische Socialistische Sovjetrepubliek. De republiek werd opgeheven nadat Polen tijdens de Pools-Russische Oorlog de macht in het gebied overnam.

## Achtergrond
Na het einde van de Eerste Wereldoorlog en het vertrek van het Duitse Leger begon de Russische Socialistische Federatieve Sovjetrepubliek in november 1918 met een westwaarts offensief. Het doel was een wereldwijde volksrevolutie uit te laten breken en in Oost-Europa socialistische sovjetrepublieken op te zetten. 
Eind december 1918 vielen de bolsjewieken Litouwen binnen. De Litouwse Socialistische Sovjetrepubliek werd op 16 december 1918 opgericht en de Wit-Russische Socialistische Sovjetrepubliek op 1 januari 1919. De twee nieuwe republieken werden geleid door de net opgerichte Litouwse Communistische Partij en Communistische Partij van Wit-Rusland, maar deze partijen had weinig steun van de bevolking. 
Na het uitbreken van de Pools-Russische Oorlog besloten de twee partijen dat het beter was de krachten te bundelen en de republieken samen te voegen. Op 27 februari 1919 werd de Litouws-Wit-Russische Socialistische Sovjetrepubliek opgericht. De partijen gingen op in de Communistische Partij van Litouwen en Wit-Rusland.

## Kortbestaande staat
De samengestelde Litouws-Wit-Russische republiek was niet geliefd in Litouwen of Wit-Rusland. Wit-Russische nationalisten vreesden een overheersing door Litouwen. Moskou eiste dat de samenvoeging geleid werd door Adolf Joffe die de leden van de nieuwe regering uitkoos. De nieuwe regering werd geleid door Vincas Mickevičius-Kapsukas, voorzitter van de Raad van Volkscommissarissen waar geen Wit-Russen in zaten. De regering werd gefinancierd door de Russische SFSR.  
De oorspronkelijke hoofdstad was Vilnius. Nadat Vilnius in april bezet was door Poolse troepen werd de hoofdstad verplaatst naar Minsk. Na de Poolse verovering van Minsk in augustus 1919 vluchtte de regering naar Smolensk. Eind juli 1919 was bijna het gehele gebied van de Litouws-Wit-Russische Socialistische Sovjetrepubliek bezet door Poolse troepen.

## Gevolgen
In september 1919 erkende de RSFSR de onafhankelijkheid van de Republiek Litouwen en bood het vredesonderhandelingen aan. Het Sovjet-Litouwse Vredesverdrag werd op 12 juli getekend. Russische toepen heroverden Minsk en zetten op 31 juli 1920 een nieuwe Wit-Russische Socialistische Sovjetrepubliek op. Ondanks diplomatieke erkenning en het vredesverdrag planden de Sovjets een staatsgreep om de Litouwse regering omver te werpen en de Litouwse Sovjetrepubliek herop te richten. De Sovjets verloren echter de Slag om Warschau en werden door de Polen teruggedreven. Bij de Vrede van Riga werd de Pools-Wit-Russische grens vastgesteld, waarna de helft van het Wit-Russische gebied onderdeel werd van de Wit-Russische SSR.

## Leden van de Raad van Volkscommissarissen
Leden van de Raad van Volkscommissarissen op 27 februari 1919
- voorzitter en volkscommissaris van Buitenlandse Zaken: Vincas Mickevičius-Kapsukas
- volkscommissaris van Binnenlandse Zaken: Zigmas Aleksa-Angarietis
- volkscommissaris van Voedsel: Moisei Kalmanovitsj
- volkscommissaris van Arbeid: Semjon Dimanstein
- volkscommissaris van Financiën: Yitzhak Weinstein-Branovski
- volkscommissaris van Verkeer: Aleksandras Jakševičius
- volkscommissaris van Landbouw: Vaclovas Bielskis
- volkscommissaris van Onderwijs: Julian Leszczyński
- volkscommissaris van Communicatie: Karl Rozental
- volkscommissaris van Justitie: Mieczysław Kozłowski
- volkscommissaris van Oorlog: Józef Unszlicht
- volkscommissaris van Volksgezondheid: Petras Avižonis
- volkscommissaris van Economische Zaken: Vladimir Ginzboerg
- volkscommissaris van Sociale Zaken: Josif Oldak